# Épagneul de pont-audemer
Épagneul de pont-audemer är en hundras från Normandie i Frankrike, den är döpt efter staden Pont-Audemer. Den antas vara besläktad med épagneul français och épagneul picard, liksom med vattenhundarna. Rasen är ett resultat av en inventering av den franska kennelklubben Société centrale canines dåvarande ordförande under 1880-talet. Efter andra världskriget var avelsbasen så liten att man var tvungen att rädda rasen genom inkorsning av irländsk vattenspaniel. Pont-audemerspanieln är en stående fågelhund av spanieltyp, som även används som stötande hund och vattenapportör.